# フランコ・スキラーリ
フランコ・スキラーリ（Franco Squillari, 1975年8月22日 - ）は、アルゼンチン・ブエノスアイレス出身の男子プロテニス選手。2000年全仏オープン男子シングルスでベスト4に進出した。身長183cm、体重80kg。ATPツアーでシングルス3勝を挙げた。

## 来歴
6歳からテニスを始める。1994年にプロ転向。
1999年4月のミュンヘン大会の決勝でアンドレイ・パベルを 6–4, 6–3 で破りATPツアー初優勝を果たす、翌年の大会もトミー・ハースを 6–4, 6–4 で破り連覇を果たした。
2000年全仏オープンではノーシードから4大大会自己最高のベスト4に進出した。準決勝でマグヌス・ノーマンに 1–6, 4–6, 3–6 で敗れた。7月のシュトゥットガルト大会の決勝でガストン・ガウディオを破り最後の優勝になるツアー3勝目を挙げた。2000年9月18日付のランキングで自己最高位の11位を記録している。2000年シドニーオリンピックにアルゼンチン代表として出場し、1回戦でカリム・アラミに 4–6, 6–7 で敗れている。
スキラーリはダブルスの出場はほとんどなく通算成績は2勝4敗、4大大会の出場は2003年全豪オープンの1回だけである。
2005年10月のエクアドル・キトのチャレンジャー大会を最後に現役を引退した。
スキラーリの6回のツアー決勝進出は全てクレーコートの大会である。

## ATPツアー決勝進出結果

### シングルス: 6回 (3勝3敗)
| 大会グレード                                  |
| グランドスラム (0-0)                          |
| テニス・マスターズ・カップ (0-0)              |
| ATPマスターズシリーズ (0-0)                   |
| ATPインターナショナルシリーズ・ゴールド (1-0) |
| ATPインターナショナルシリーズ (2–3)           |

| サーフェス別タイトル |
| ハード (0–0)         |
| クレー (3-3)         |
| 芝 (0-0)             |
| カーペット (0-0)     |

| 結果   | No. | 決勝日        | 大会               | サーフェス | 対戦相手             | スコア                  |
| ------ | --- | ------------- | ------------------ | ---------- | -------------------- | ----------------------- |
| 準優勝 | 1.  | 1997年3月24日 | カサブランカ       | クレー     | ヒシャム・アラジ     | 6–3, 1–6, 2–6           |
| 準優勝 | 2.  | 1998年10月1日 | パレルモ           | クレー     | マリアノ・プエルタ   | 3–6, 2–6                |
| 優勝   | 1.  | 1999年4月26日 | ミュンヘン         | クレー     | アンドレイ・パベル   | 6–4, 6–3                |
| 優勝   | 2.  | 2000年5月1日  | ミュンヘン         | クレー     | トミー・ハース       | 6–4, 6–4                |
| 優勝   | 3.  | 2000年7月17日 | シュトゥットガルト | クレー     | ガストン・ガウディオ | 6-2, 3-6, 4-6, 6-4, 6-2 |
| 準優勝 | 3.  | 2002年7月22日 | ソポト             | クレー     | ホセ・アカスソ       | 6–2, 1–6, 3–6           |

## 4大大会シングルス成績
略語の説明
| W | F | SF | QF | #R | RR | Q# | LQ | A | Z# | PO | G | S | B | NMS | P | NH |

W=優勝, F=準優勝, SF=ベスト4, QF=ベスト8, #R=#回戦敗退, RR=ラウンドロビン敗退, Q#=予選#回戦敗退, LQ=予選敗退, A=大会不参加, Z#=デビスカップ/BJKカップ地域ゾーン, PO=デビスカップ/BJKカッププレーオフ, G=オリンピック金メダル, S=オリンピック銀メダル, B=オリンピック銅メダル, NMS=マスターズシリーズから降格, P=開催延期, NH=開催なし.
| 大会           | 1995 | 1996 | 1997 | 1998 | 1999 | 2000 | 2001 | 2002 | 2003 | 2004 | 2005 | 通算成績 |
| -------------- | ---- | ---- | ---- | ---- | ---- | ---- | ---- | ---- | ---- | ---- | ---- | -------- |
| 全豪オープン   | A    | A    | A    | 2R   | 2R   | 3R   | 2R   | 1R   | 1R   | A    | A    | 5–6      |
| 全仏オープン   | LQ   | 2R   | 1R   | LQ   | 1R   | SF   | 4R   | 1R   | 2R   | LQ   | LQ   | 10–7     |
| ウィンブルドン | A    | A    | A    | 2R   | 1R   | 1R   | 1R   | 1R   | 1R   | A    | A    | 1–6      |
| 全米オープン   | LQ   | LQ   | A    | 1R   | 1R   | 2R   | A    | LQ   | 1R   | LQ   | LQ   | 1–4      |